# Haemaphysalis palawanensis
Haemaphysalis palawanensis är en fästingart som beskrevs av Glen M. Kohls 1950. Haemaphysalis palawanensis ingår i släktet Haemaphysalis och familjen hårda fästingar. Inga underarter finns listade i Catalogue of Life.